# اساسینز کرید ۳: آزادسازی
اساسینز کرید ۳: آزادسازی (به انگلیسی: Assassin's Creed III: Liberation)، یک بازی ویدئویی به سبک اکشن-ماجراجویی از مجموعه بازی‌های اساسینز کرید است که توسط یوبی‌سافت سوفیا توسعه یافته و به‌وسیلهٔ یوبی‌سافت در ابتدا برای کنسول بازی دستی پلی‌استیشن ویتا ساخته و عرضه شد. کار طراحی و ساخت این بازی توسط شعبهٔ بلغارستان شرکت یوبی‌سافت انجام پذیرفته است. این بازی در تاریخ ۳۰ اکتبر ۲۰۱۲، همراه با نسخه اساسینز کرید ۳ منتشر شد، که امکان ارتباط بین آن‌ها نیز وجود دارد. این بازی یکبار دیگر تحت عنوان اساسینز کرید: آزادسازی اچ‌دی برای کنسول‌های پلی‌استیشن ۳، ایکس‌باکس ۳۶۰ و مایکروسافت ویندوز از طریق پلی‌استیشن نتورک، اکس‌باکس لایو و استیم منتشر شد.
داستان بازی در بازهٔ زمانی ۱۷۶۵ تا ۱۷۸۰ میلادی و در جریان جنگ فرانسویان و سرخپوستان رخ می‌دهد. اولاین د گراندپری (به انگلیسی: Aveline de Grandpré) یک آدم‌کش آفریقایی فرانسوی، روایتگر داستان‌های این بازی در سده ۱۸ (میلادی) نیواورلئان است.

## داستان
اَوِلین در سال ۱۷۴۷ از پدری فرانسوی به نام فیلیپ و مادری آفریقایی به نام جین تحت قانون پلاساژ متولد شد. هنگام تولد او به مادرش آزادی اعطا شد. اولین در خانوادهٔ پدری ثروتمند و بانفوذی رشد کرد اما هنگامی که تجارت پدرش رو به زوال می‌رفت مجبور شد در سال ۱۷۵۲ با دختر یکی از سرمایه‌گذارانش به نام مادلین د لیل ازدواج نماید.
هر چند این ازدواج بر رابطهٔ والدینش تأثیر گذاشت اما به او و مادرش اجازه داده شد تا در ملک اربابی گراندپری بمانند و در ۱۷۵۵ مادلین مسئول آموزش و پرورش اولین شد. اولین در بچگی با کودک یتیمی به نام جرالد بلانک از آکادی دوست شد که بعداً به استخدام پدرش درآمد تا مأموریت‌های او را انجام دهد. زندگی خوش جوانی اولین دو سال بعد تمام شد، زمانی که بدون هیچ دلیل قابل توضیحی مادرش، جین ناپدید گشت. هر چند پس از این واقعه مادلین محبت زیادی به عنوان مادرخوانده به اولین ابراز کرد اما اولین هنوز از تأثیرات فقدان مادرش در زندگی، مانند کابوس‌های شبانه رنج می‌برد.
همچنین اولین توجهش به قراردادهای عمومی جاری در شهرش، نیواورلئان جلب شد که در نهایت موجب می‌شود در این کار دخالت کند. در ۱۷۵۹، او سعی کرد یک برده را نجات دهد اما توسط ملوانانی که در خدمت صاحب آن برده کار می‌کردند گرفتار می‌شود اما با کمک یکی از اعضای حشاشین آفریقایی به نام آگاته می‌توانند بدون صدمه از مهلکه بگریزند. آگاته شوق اولین به ایجاد آزادی و عدالت می‌بیند و مانند جرالد او را زیر بال و پر خود می‌گیرد.
چند ماه بعد، پس از تمرین‌های طاقت‌فرسا، اولین به‌طور رسمی وارد فرقهٔ برادری حشاشین می‌شود و آگاته به مرشد او بدل می‌گردد. از آن پس اولین به عنوان نمایندهٔ حشاشین در نیو اورلئان عمل کرده و به مردمی که به کمک نیاز دارند یاری می‌رساند و سعی می‌کند لوئیزیانا را از شر تمپلارها نجات دهد.
شبی اولین پس از کابوس دیدن بیدار شده و دیگر خواب به چشم‌هایش نمی‌آید. او از خانه خارج می‌شود و در باغ از کبوترخانه نامه‌ای از جرالد، که حالا مأمور اطلاعات حشاشین است پیدا می‌کند. جرالد در نامه از یک مزرعه که بردگانش مکرر گم شده‌اند صحبت کرده و از اولین می‌خواهد در این باره تحقیق کند. اولین نیز پس از عوض کرد لباسانش در قامت یک برده در پشت یک گاری کاه‌کش پنهان شده و وارد مزرعه می‌شود.
اولین با بردگان صحبت کرده و می‌فهمد بردگان فرار نکرده‌اند، بلکه دزدیده شده‌اند. او به بلندترین بخش این املاک می‌رود تا بلکه بتواند نشانه‌ای از ترز، برده‌ای که اخیراً گم شده است، بیابد. او ترز را در انبار کاه می‌یابد اما پیش از نجات او پسر صاحب‌خانه و نگهبانانش جلوی او را می‌گیرند. پس از آن‌که با ترز به شهر بازمی‌گردند، او به خانه رفته تا نامادریش را متقاعد کند به ترز کمک نماید. سپس برای ترز لباس سفر خریده و او را به کسانی که به مادلین قول دادند در امان بماند، می‌سپارد. مادلین نیز به اولین قول می‌دهد نه تنها به ترز، بلکه به تمام اتفاقاتی که در آینده پیش می‌آید نیز کمک خواهد کرد.
کمی بعد در همان سال، اولین پدرش را در انبار او ملاقات می‌کند و هنگامی که پدرش با جرالد دربارهٔ گم شدن محموله‌های تجاری کشتی‌هایش حرف می‌زند، حرف‌های آن‌ها را می‌شنود. سپس اولین جرالد را تا خانهٔ شریک پدرش، گیلبرت آنتونی د سنت مکسنت که مردی بی‌عرضه بود، تعقیب نمود. اولین برای آن‌که بتواند به آن کشتی که محموله‌ها داخلش گم شده وارد شود به چند سرباز رشوه می‌دهد و سپس با کارلوس دومینگز، ناخدای کشتی صحبت می‌کند. او این بار در قامت یک خانم متشخص، به راحتی او را اغوا می‌کند و پس از آن‌که باعث حواس‌پرتی ناخدا شد تعدادی از مدارک حمل کالا را که نشان می‌دهد محموله‌های کجاست، برمی‌دارد.
اولین محموله‌های را پیدا می‌کند و بدون اینکه سنت مکسنت متوجه شود، مقدار قابل توجهی از آن را به اموال پدرش بازمی‌گرداند. کمی بعد جرالد به اولین می‌گوید که در مدارکی که دزدیده مکرراً به نام یکی از اعضای تمپلار، رافائل خواکین د فرر اشاره شده است. اطلاعات بعدی نشان می‌دهد که رافائل در لوئیزیاناست و فرماندار فرانسوی، ژین-ژاک بلیز د آبادی با او همکاری می‌نماید.
اولین به قصد پیدا کردن این دو مرد کلید یکی از خدمتکاران د آبادی را دزدیده و از طریق آشپزخانه وارد عمارت او می‌شود. سپس اتاق کار او را پیدا می‌کند و از پشت در می‌شنود که او و رافائل در حال صحبت دربارهٔ شخصی مرموز به نام مرد شرکت هستند. آن دو حتی برای آن‌که د آبادی در مسند قدرت باقی بماند معامله کرده‌اند و قرار است در ازای کمک به تمپلارها برای تسلط بر مستعمره‌ها و یاری رساندن کارگرانش در عملیاتشان این معامله عملی شود. اولین منتظر می‌ماند تا د فرر آن‌جا را ترک کند و سپس با یک تفنگ فتیله‌ای فرماندار را به قتل می‌رساند.
د آبادی پیش از آن‌که جان دهد به اولین می‌گوید که تمپلار اجازه می‌دهند مستعمره تحت سلطهٔ فرانسه بماند اما اولین باور نمی‌کند و از او می‌خواهد که توضیح دهد چرا د فرر به کارگران او نیاز دارد. با این حال فرماندار جان سپرده و نمی‌تواند پاسخ او را بدهد. اولین نیز با شتاب از آن‌جا فرار می‌کند. پس از آن‌که در اثر قتل فرماندار شهر در حالت آماده‌باش قرار می‌گیرد، اولین مصمم می‌شود که برای مدتی شهر را ترک کرده و به بایو (مناطق باتلاقی لوییزیانا) برود.
سال بعد یک نامه از آگاته به دست اولین می‌رسد و می‌خواهد که او را در مخفیگاهش در بایو ملاقاتش نماید. در آن‌جا آگاته توضیح می‌دهد که فردی با جعل هویت فرانسوا مکاندال که مرشد آگاته در فرقهٔ حشاشین بوده و سال‌ها قبل مرده، می‌خواهد برای خودش اسم و رسمی در میان قاچاقچیان دست و پا کند. سپس آگاته به او آموزش می‌دهد که چطور باید با دمیدن در یک نی لوله شکل دارت‌های سمی را پرت نماید. بعد از آن اولین برای پیدا کردن مرد قاچاقچی و همراهانش رهسپار می‌شود.
اولین به توصیهٔ آگاته به خانهٔ قاچاقچیان مشهور روسیون و الیز لافله رفته و همان موقع می‌تواند آن‌ها را از شر تعدادی از پیروان مک‌کاندال جعلی نجات دهد. پس از آن الیز با اکراه قبول می‌کند که به اولین در پیدا کردن مخفیگاه‌های آن‌ها کمک نماید و پس از پاکسازی دو تا از مخفیگاه‌های پیروانش به مخفیگاه مک‌کاندال می‌رسند که در آن جشن سنت‌جاون ایو در حال برگزاری است. هر چند مکان دقیق مک‌کاندال کماکان مشخص نیست.
روسیون به اولین پیشنهاد می‌کند که برای جلب کمک هونگان‌ها به سنت‌دانجه، شهر کوچکی که بردگان فراری برقرار کردند، برود. در آنجا یک پزشک-جادوگر در آن قلعه یک پادزهر به اولین می‌دهد. اولین و الیز سپس به دریاچهٔ پاتچارترین می‌روند و در آن‌جا متوجه می‌شوند مک‌کاندال در حقیقت باپتیست نام دارد و قبلاً عضوی از حشاشین بوده اما الآن با د فرر متحد شده است. آنجاست که اولین و الیز می‌شنوند که باپتیست نقشه دارد اشراف نیواورلئان را مسموم کند تا انتقام بردگان هلاک شده را بگیرد. هر چند قصد اصلی باپتیست این است که آگاته را از مخفیگاهش بیرون بکشد تا د فرر او را پیدا کند. د فرر به او قول داده در ازای این کار او را وارد فرقهٔ تمپلار نماید.
با کمک الیز که حواس زیردستان باپتیست را پرت می‌کند، اولین وارد مراسم جشن می‌شود. اولین سعی می‌کند در میان بوته‌های گل پنهان شده و در سکوت با دارت سمی باپتیست را به هلاکت برساند اما باپتیست متوجه حضور او شده و او را با دارت سمی خود می‌زند. اما اولین می‌تواند با پادزهری که پزشک هونگانی به او داده، خودش را درمان نماید. پس از آن باپتیست زیردستانش را به دنبال اولین می‌فرستد اما آن‌ها نمی‌توانند از پس قدرت او بربیایند.
سپس خود باپتیست پایین آمده و با او مبارزه می‌کند و شکست می‌خورد. به این ترتیب اولین می‌تواند بایو را از دسیسه‌های د فرر حفظ نماید. باپتیست پیش از مرگش به او می‌گوید هم جین، مادر اولین و هم آگاته، مرشد او را می‌شناخته اما وقتی اولین نزد آگاته برمی‌گردد این اطلاعات را برای آگاته بازگو نمی‌کند زیرا به خاطر پنهان کردن این اطلاعات از او، به او دیگر اعتماد کامل ندارد.
همان سال، آنتونیو د اویوآ، دولتمرد اسپانیایی و عضو فرقهٔ تمپلار وارد نیواورلئان می‌شود و در بدو ورود قوانین و محدودیت‌های سخت‌گیرانه‌ای را بر امور تجاری وضع می‌کند تا در این وضعیت منفعت بیشتری برای تمپلارها حاصل شود. پیرو همین قوانین مردم فرانسوی نیواورلئان علیه دولت او دست به شورش می‌زنند و اعتبار و نفوذ او را به چالش می‌کشند.
در حالی که شهر در ناامنی فرومی‌رود اولین دوباره نزد کارلوس دومینگز می‌رود تا دربارهٔ روابطش با د فرر بپرسد به امید اینکه سرنخی از نقشه‌های تمپلارها بیابد. یکی از خدمهٔ دمینگز اولین را به میخانه می‌فرستد و در آنجا اولین کاپیتان را مست می‌یابد. هر چند در همان حال اولین او را استنطاق می‌کند اما کاپیتان اطلاعات باارزش زیادی سوای اطلاعاتی دربارهٔ تجارت کالا به او نمی‌گوید. اولین به خانه بازمی‌گردد و در آنجا پدرش یکی از صفحات دفترچه خاطرات مادرش را به او هدیه می‌کند.
کمی بعد اولین برای کمک گرفتن از جرالد به سمت انبار خانوادگی‌شان می‌رود اما در راه با شورشیانی که به سربازان اسپانیایی حمله کرده‌اند رو به رو می‌شود و مجبور می‌شود آن‌ها را از دست سربازان مسلح اسپانیایی نجات دهد. پس از آن با پرسش از آشوبگران، اولین متوجه می‌شود که برخی از بردگان و آشوب‌گران از زمانی که اسپانیایی‌ها پا در نیواورلئان گذاشته‌اند، ناپدید گشتند.
اولین راهش به سمت انبار را ادامه می‌دهد و متوجه می‌شود جرالد در آن‌جا یک مرکز فرماندهی برای حشاشین ترتیب داده و اتاقی برای سلاح‌ها و لباس‌های مبدل اولین در نظر گرفته است. همچنین جرالد یک چتر سایه‌بان به اولین می‌دهد می‌توان از آن به عنوان یک پرتاب‌کنندهٔ دارت استفاده کرد. اولین با استفاده از همین سلاح به موسیو بوشه، رقیب تجاری خانواده‌اش که با تهمت‌هایش به اعتبار خانوادهٔ گرندپر خدشه وارد کرده است، دست پیدا می‌کند. از آن‌جایی که فروش آن‌ها بسیار کاهش یافته بود اولین تصمیم می‌گیرد دروغ‌های بوشه را هر چه سریع‌تر برملا سازد.
بوشه در برابر تهدیدهای اولین تسلیم شده و اولین می‌فهمد که او از این فرصت استفاده کرده تا زندگی و درآمد بردگانش را بهتر کند و حتی برای یکی از آن‌ها یک مغازه خریده است. او به مقر فرماندهی بازمی‌گردد و در آنجا با جرالد دربارهٔ تعداد بالای بردگان ناپدید شده بحث می‌کند و می‌گوید تصمیم دارد برای تحقیقات به سنت دانجه سفر کند. در آنجا او از هونگان‌های سؤال می‌کند و هونگان‌ها به او توصیه می‌کنند برای پیدا کردن جواب نزد الیز که کارفرمای بیشتر اهالی سنت دانجه است برود.
اولین به توصیهٔ آن‌ها عمل می‌کند و به همراه الیز می‌فهمد که کاروان بردگان دزدیده شده از قلعهٔ سنت جین که در تصرف اسپانیایی‌هاست، عازم می‌شوند. او با کمک الیز بردگان را می‌یابد و نخست به یک کاروان حامل آن‌ها حمله می‌کند و سپس مستقیم به قلعهٔ سنت جین می‌رود. با این حال آن‌ها علی‌رغم تلاش بسیارشان اطلاعات کمی به دست می‌آورند. همچنین اولین درمی‌یابد که خود بردگان از اینکه نتوانستند با کشتی به سمت آزادی‌شان بروند، ناراحتند.
اولین به نیواورلئان بازمی‌گردد و به جرالد با ناامیدی می‌گوید که نتوانسته بفهمد بردگان به کجا و برای چه منتقل می‌شدند و فقط می‌داند اسپانیایی‌ها در این کار دست دارند. جرالد بخشنامه‌ای که از فرمانداری اعلام شده را به اولین نشان می‌دهد و به او پیشنهاد می‌کند که در بیرون آوردن د اویوآ از شهر له‌بلیز، که از زمانی که به لوئیزیانا آمده در آن اقامت دارد، به او کمک نماید. سپس هر دو به قصر د آرمز می‌روند و اولین در لباس بردگان جمعیت را تحریک می‌کند تا شورش کنند. در حالی که شورشی‌ها با سربازان درگیرند، اولین و جرالد از حواس‌پرتی نگهبانان استفاده کرده و گاری حامل باروت را می‌دزدند. شورشیان کمی بعد گاری حامل باروت را آتش می‌زنند.
آن‌ها مجبور می‌شوند گاری مشتعل را به کارخانهٔ شراب‌سازی بکوبند که حاصلش یک انفجار عظیم است اما کمی که گذشت اولین متوجه شد در کارخانه کارگرانی گیر افتادند. پس وارد کارخانهٔ سوزان شده و با کشتن سربازان، راه را برای فرار آن‌ها باز می‌کند. سپس اولین و جرالد قرار می‌گذارند در مقرشان که انبار پدر اولین است یکدیگر را ببینند.
حشاشین بلافاصله نقشهٔ دیگری می‌کشند و دو کشتی اسپانیایی که در اسکله لنگر انداخته‌اند را هدف قرار می‌دهند. اولین پس از کشتن نگهبانان می‌خواهد مواد منفجره را در کشتی کار بگذارد اما پیش از انجام کار لو می‌رود. کارلوس دومینگز این‌بار به حدی هوشیار است که اولین را بشناسد. او به خدمه‌اش دستور می‌دهد جلوی او را بگیرند اما اولین آن‌ها را به راحتی از پیش رو برمی‌دارد. سپس بعد از اینکه به دومینگز هشدار می‌دهد که کشتی را ترک کند، مواد منفجره را فعال کرده و به سمت اسکله شنا می‌کند و در آن‌جا نابودی کشتی را نظاره می‌کند.
در نهاین د ایوآ مجبور می‌شود لِه‌بِلِیز را ترک نماید. در همین زمان آگاته نامه‌ای برای اولین می‌فرستد و می‌خواهد او را در گورستان سن پیتر ملاقات نماید. آگاته در آنجا به اولین دستور می‌دهد برای اثبات وفاداری‌اش د ایوآ را به قتل برساند. اولین چند خیابان را با بشکه‌های عظیم آب مسدود می‌کند و در کمین کاروان د ایوآ که به سمت میدان شهر می‌رود می‌نشیند. اولین ابتدا با شلیک به سمت مخازن باروتی که کنار خیابان قرار دارد انفجاری ترتیب می‌دهد که عدهٔ زیادی از نگهبانان د ایوآ را از بین می‌برد. سپس با از بین بردن نگهبانان باقی‌مانده فرماندار را مجبور می‌کند تا از کالسکه‌اش پیاده شود. اولین از طریق فرماندار می‌فهمد که بردگان به مکزیک در جنوب فرستاده می‌شوند تا در کمپ کاری مستقر شوند.
اولین برخلاف دستور آگاته تصمیم می‌گیرد به د ایوآ و همسر باردارش رحم کند و آن‌ها را نکشد و در ازای یک عدسی که می‌تواند اسناد تمپلارها را رمزگشایی می‌کند، می‌گذارد آن‌ها شهر را ترک کنند و به تبعیدی خودخواسته بروند. در بین این اسناد یک نقشه وجود دارد که به چیچن ایتزا می‌رسد. این دل‌رحمی رابطهٔ اولین و آگاته را بیش از پیش خراب می‌کند، چرا که آگاته دستور به قتل د ایوآ داده بود. همچنین اولین برخلاف دستور آگاته قصد سفر به مکزیک را دارد. آگاته در پایان هشدار می‌دهد که او احتمالاً زنده نمی‌ماند تا از این نافرمانی اظهار پشیمانی کند.
جرالد که نگران اولین است پیش از سفر اولین به ملاقاتش می‌آید و به او اعتراف می‌کند که چقدر او برایش ارزش دارد اما متوجه می‌شود کاری یا سخنی نیست که بتواند او را وادار به ماندن کند. اولین سلاح‌هایش را به جرالد می‌دهد تا بتواند در امنیت سفر کند و به خاطر کمک‌هایش نیز از او تشکر می‌کند. سپس با قرار گرفتن میان بردگانی که به مکزیک فرستاده می‌شوند می‌تواند وارد کشتی حامل آن‌ها شود.
موقعی که اولین در ۱۷۶۹ وارد شهر باستانی تمدن مایا، چیچن ایتزا می‌شود، از همان اول می‌فهمد که سرپرستی محل‌های حفاری با د فرر است و به همین دلیل به یکی از سخنرانی‌های خوش‌آمدگویی او گوش می‌دهد. سپس شروع به گشتن محیط اطراف می‌کند تا با محیط آشنا شود. در آنجا در کمال تعجب با ترز، برده‌ای که سال‌ها پیش از اسارت نجاتش داده بود رو به رو می‌شود که مانند از وضع خود در اینجا راضی است. پس از آن اولین مقداری اسلحه و یک خنجر پنهان موقتی برای خودش دست و پا می‌کند.
پس از این اولین به دنبال د فرر راه می‌افتد. د فرر به دیدار ناظر اردوگاه می‌رود. ناظر اردوگاه به او می‌گوید که تمام کارگران از وضعیت‌شان راضی نیستند و حتی چندین نفر از آن‌ها قصد کردند که فرار کنند. همچنین او د فرر و متعقباً اولین را پیش یک بردهٔ اسیر می‌برد که به خاطر فرارش محکوم شده است. پس از اینکه د فرر آن‌جا را ترک می‌کند نگهبانان به بردهٔ اسیر حمله می‌کنند اما اولین تمام نگهبانان را از بین می‌برد.
پس از آن‌که اولین با شلاق ناظر، دیگر نیروهای نظامی را از پا درآورد با برده صحبت می‌کند. او به حضور یک زن به نام جین در کمپ اشاره می‌کند و اولین گمان می‌برد که او مادرش باشد به همین دلیل شروع به جستجوی سرنخ‌هایی از او در اطراف کمپ می‌نماید و آن‌ها را می‌یابد که از جملهٔ آن‌ها صفحه‌ای از دفترچه خاطرات مادرش است و در آن دربارهٔ یک ساختهٔ انسانی در اعماق چیچن ایتزا و نزدیک سونوت (غاری که دریاچه‌ای در خود جای داده) صحبت می‌کند.
اولین به سونوت می‌رود و با حل کردن یک معما که مکانیسم دفاعی تمدن اولیه به‌شمار می‌رود، موجب می‌شود یکی از قطعات ساخته شده توسط خدایان باستانی هویدا شود. در همین موقع د فرر و نگهبانانش با ایجاد یک انفجار در دیوار غار از معادن وارد سونوت می‌شوند. د فرر که خواستار قطعهٔ باستانی است با اولین وارد نبرد می‌شود اما اولین تمام نگهبانان و خود دفرر را کشته و در اعماق چاه می‌اندازد. سپس اولین آن‌جا را که بر اثر انفجاری که د فرر ایجاد کرد در حال فروپاشی است، ترک می‌کند. در انتهای معدن اولین مادرش را می‌بیند. مادرش که از حضور اولین تعجب کرده به محض اینکه متوجه می‌شود او به یکی از حشاشین بدل گشته می‌گوید که حتماً آگاته برای کشتن اولین او را اینجا فرستاده است. به هر حال این دیدار بسیار کوتاه است و جین به سرعت اولین را ترک می‌کند و او را با هزاران سؤال بی‌جواب دربارهٔ مرشدش تنها می‌گذارد.
پس از فرار اولین در ۱۷۷۱، او به نیواورلئان بازمی‌گردد تا کمپانی من را دنبال کند. با دیدن جرالد، او برایش توضیح می‌دهد که در غیبت او اسپانیایی‌های قوانینی وضع کردند که تمام تلاش‌های آن‌ها را برای کمک به بردگان بی‌اثر می‌کند. علی‌رغم این موضوع عده‌ای از سپاهیان یاغی اسپانیایی در بایو دست به خرابکاری زده‌اند. به دنبال این اولین پس از پس گرفتن سلاح‌هایش به دنبال فردی می‌رود که سربازان برای او کار می‌کنند.
با پیدا کردن این فرد اولین شروع به تعقیب او می‌کند و می‌بیند در جایی او دو سرباز را می‌تواند راضی کند تا به دستهٔ او بپیوندند. در همین لحظه اولین سعی می‌کند او را به دام بیندازد اما او که متوجه او شده فرار کرده و علی‌رغم اینکه اولین او را دنبال می‌کند وارد یک قلعه محافظت‌شده و پنهان می‌گردد. اولین نیز به سرعت به قلعه نفوذ می‌کند و بعد از پیدا کردنش او را از بین می‌برد. سپس از داخل لباس‌های جنازه یک نامه پیدا می‌کند که از طرف رئیسش فرستاده شده است.
پس از فرار از قلعه، اولین نامه را می‌خواند و می‌فهمد این رئیس وازکز نام دارد و با رشوه دادن به سربازان شهر سعی دارد کنترل بایو را در دست بگیرد. اولین که متوجه خطر شده نگران است که نتواند مخفیگاه آگاتا را پیدا کند تا به او هشدار دهد اما به هر حال به بایو سفر می‌کند.
اولین نخست به کلبهٔ آگاته می‌رود اما او را پیدا نمی‌کند. سپس با دنبال کردن ردپای مرشدش به او می‌رسد هر چند آگاته روی خوشی به اولین نشان نمی‌دهد و حتی با دیدن قطعه‌ای که از چیچن ایتزا به دست آورده، ترش‌رویی او بیشتر می‌شود. پس از کمی بحث و جدل اولین قبول می‌کند قطعه را در جایی مدفون کند. او به آگاته دربارهٔ خطر هشدار می‌دهد اما آگاته می‌گوید که از ارتش وازکز خبر دارد و با دودلی پیشنهاد کمک اولین را قبول می‌کند.
بر اساس نقشهٔ آگاته، که اولین شک دارد وازکز را بتواند متوقف کند، او بر درختی نشسته و منتظر گروهی از ارتش وازکز می‌ماند. آن‌ها با رسیدنشان به وودوو (از اشیای مقدس آفریقایی‌ها) توهین می‌کنند. اولین نیز به مرور هر چند دقیقه یک بار یکی از آن‌ها را با دارت سمی مسموم می‌کند و می‌گذارد باور کنند که تحت نفرین وودوو این اتفاق برایشان می‌افتد که موجب می‌شود آن‌ها پا به فرار بگذازند.
سپس اولین به سمت خانهٔ متحدان قاچاقچی‌اش می‌رود. الیز و روسلیون تصدیق می‌کنند که متوجه افزایش نیروهای نظامی اسپانیایی شده‌اند. روسلیون به او می‌گوید که وازکز سعی کرده یک کشتی آذوقه را برای اهداف خود از مسیرش منحرف کند پس اولین مجبور می‌شود با خاموش کردن فانوس دریایی، به این امید باشد که کشتی در یکی از جزایر اطراف لنگر بیندازد. سپس اولین و قاچاقچی‌ها به سمت کشتی می‌روند تا آذوقهٔ آن را بدزدند اما اولین که هدف اصلی‌اش یافتن وازکز بود از اینکه او را در کشتی نیافته دلسرد شده است. اما در میان محموله‌های دزدیده شده روسلیون یک سندی پیدا می‌کند که در آن دستورات لازم برای بازپس‌گیری چیچن ایتزا نوشته شده است و موجب می‌شود اولین به مکزیک بازگردد.
اولین بدون توجه به توصیه‌های مادرش برای دور ماندن از چیچن ایتزا به آن‌جا برمی‌گردد تا نیمهٔ دیگر قطعهٔ سحرآمیز را بیابد. در شگفتی، اولین می‌بیند که مادرش این بار او را نه با حس ترس بلکه با عشق پذیرا می‌شود و به او خوش آمد می‌گوید. پس از آن جین از دخترش می‌خواهد که نیمهٔ دیگر قطعه را بیابد تا او از مواظب تمپلارها بودن خلاص شود. اولین با نقشه‌ای که از مادرش می‌گیرد وارد یک شبکه از غارها می‌شودکه او را به اتاقی که تمدن نخستین قطعه را در آن قرار داده می‌رساند. اولین پس از حل کردن معمایی که از قطعه محافظت می‌کند می‌تواند قطعه را بردارد.
اولین پس از برداشتن قطعه نزد مادرش بازمی‌گردد و به او پیشنهاد می‌کند که با او به نیواورلئان بازگردد اما جین تصمیم می‌گیرد بهترین کار این است که در همان چیچن ایتزا بماند و به جامعه‌ای که آن‌جا تشکیل شده کمک نماید تا آن‌ها در برابر تمپلارها تسلیم نشوند. اولین به نیواورلئان بازمی‌گردد اما به مادرش قول می‌دهد که با او در تماس باشد.
با بازگشت به نیواورلئان اولین درمی‌یابد که پدرش در بستر بیماری افتاده است. با تمام نگرانی‌هایی که اولین در دل دارد به تلاشش برای پیدا کردن کمپانی‌من، شبکهٔ تجارت برده را قطع نمی‌کند و با کمک جرالد دایرهٔ ارتباطاتش را گسترش می‌دهد. در سال ۱۷۷۶، در حین یکی از ملاقات‌هایش از پدر مادلین از او می‌خواهد که به کمک برده‌ای به نام جرج برود تا بتواند از نیواورلئان خارج شود.
اولین پیرو درخواست مادرخوانده‌اش، دنبال جرج می‌رود و کمکش می‌کند که نیواورلئان را به سمت بایو ترک کند. سپس از دوستان قاچاقچی‌اش می‌خواهد که جرج را به سلامت از باتلاق‌ها بگذرانند اما الیز و روسلیون بیان می‌کنند به خاطر اینکه دوباره اسپانیایی‌ها در بایو سربرآورده‌اند نمی‌توانند این کار را بکنند. آن‌ها از اسپانیایی‌ها مواد غذایی دزدیده و به انقلابیان آمریکایی می‌رسانند. به همین منظور اولین پیشنهاد می‌کند که آن‌ها را در این راه کمک نماید. اولین و جرج که با تفنگی فیتیله‌ای روی کرجی ایستاده است، سربازان اسپانیایی مهاجم را پیش از آسیب رساندن به محموله‌ها از پیش رو برمی‌دارند. وقتی به مقصد امنی رسیدند، یا هپتون و دیگر شورشیان رو به رو می‌شوند.
اولین با آن‌ها دربارهٔ حملهٔ اسپانیایی‌ها بحث می‌کند و هپتون می‌گوید که شخصی به نام وازکز مایل نیست چیزی میان انقلابیون و اسپانیایی‌ها شکل بگیرد. اولین که از این سخن تعجب کرده به دنبال وازکز به نیواورلئان بازمی‌گردد اما پیش از بازگشتن از هپتون و شورشیان می‌خواهد تا جرج را همراه خود به شمال ببرند و آن‌ها نیز جرج را به عنوان جنگجویی برای گروه‌شان می‌پذیرند.
در نیواورلئان اولین نزد جرج می‌رود تا شاید اطلاعاتی تازه از وازکز به دست آورده باشد اما جرج می‌گوید که چند نفر از خبرچین‌هایش توسط تمپلارها با سم کشته شده‌اند و به همین دلیل اطلاعات زیادی ندارد. آن‌ها تصمیم می‌گیرند به مهمانی یکی از افراد برجسته به نام کاپیتان بال در یکی از مزارع اعیانی بروند تا شاید وازکز را آن‌جا بیابند. اولین با مهمانان قاطی می‌شود و با ویژگی چشم عقابش می‌تواند وازکز را شناسایی کند. او به عنوان کسی که می‌خواهد با او برقصد جلو می‌رود و پس از اغوا کردنش او را به جایی خلوت برده و به قتل می‌رساند. وازکز پیش از مردن به اولین می‌گوید که کمپانی‌من او نیست و درواقع رهبر تمپلارهای لوئیزیانا یک زن است.
اولین پس از خارج شدن از مهمانی، مادلین را جلوی در مزرعه می‌بیند. مادلین به محض دیدن او او را سرزنش می‌کند که چرا در زمان مریضی پدرش به چنین مهمانی‌ای آمده و به او خبر می‌دهد پدرش علی‌رغم تلاش‌هایش فوت کرده است. کمی بعد مادلین، اولین و جرالد در قبرستان سنت پیتر دیده می‌شوند. مادلین در آنجا به او می‌گوید که ارثیهٔ کمی برای او گذاشته شده اما جرالد به اطمینان می‌دهد که تجارت د گرندپره، حتی در صورتی که او دیگر فرزند این خانه هم محسوب نشود، به او تعلق دارد.
اولین پی‌گیری‌هایش برای پیدا کردن کمپانی‌من را ادامه می‌دهد و توسط جرالد متوجه می‌شود که شخصی به نام دیویدسون که یکی از وفاداران به پادشاهی بریتانیا است، برای کمپانی‌من کار می‌کند. پس از دریافت این اطلاعات، اولین به سمت شمال می‌رود تا دیویدسون را بیابد.
اولین در زمستان ۱۷۷۷ به سرحدات نیویورک می‌رسد و در آنجا با کانر را کانر که یک حشاشین است، رو به رو می‌شود. کانر قبول می‌کند به او در یافتن دیویدسون یاری برساند. آن‌ها در ابتدا یک نگهبان را گیرانداخته و از طریق او متوجه می‌شوند دیویدسون جایی نزدیک قلعه سکونت دارد. آن‌ها پیش از رسیدن به قلعه چندین گروه از وفاداران به پادشاهی بریتانیا را شکست می‌دهند و سپس اولین از شکاف‌های داخل دیوار قلعه بالا می‌رود.
در حالی که کانر نگهبانان را سرگرم می‌کند، اولین با احتیاط وارد قلعه شده و داخل برج ساعت می‌شود. اولین با تعجب متوجه می‌شود جرج، برده‌ای که سال قبل کمک کرده بود تا به شمال فرار کند در آن‌جاست و به نام دیویدسون شناخته می‌شود. اولین دربارهٔ انگیزه‌هایش از جرج می‌پرسد اما جرج نگهبانانش را به مبارزه با اولین می‌فرستد. اولین به راحتی مأموران او را شکست می‌دهد اما در اثر انفجاری که توسط کانر ترتیب داده شده است، جرج می‌تواند از قلعهٔ ساعت خارج شده و در را به روی اولین قفل کند. اولین اما پیش از مدفون شدن در آن‌جا از دیوار بالا رفته و از سقف ویرانه فرار می‌کند.
اولین سپس برای جلوگیری از فرار کردن جرج، واگنش را منفجر می‌کند که باعث می‌شود جرج به حد مرگ زخمی شود. اولین که از این پیش‌آمد پشیمان شده است از جرج پیش از مرگ می‌پرسد که کمپانی‌من کیست و جرج می‌گوید که جواب همیشه در حیاط خانهٔ آن‌ها قرار داشته است. پس از مردن جرج، اولین با کانر دربارهٔ وفاداری به انجمن برادری صحبت می‌کند و این که آیا به آن اعتقاد دارد که کانر پاسخ می‌دهد که او به خودش اعتماد می‌کند. اولین سپس به نیواورلئان بازمی‌گردد.
اولین که می‌فهمد کمپانی من باید همان نامادری‌اش باشد، به عمارت خانوادگی‌شان برمی‌گردد. مادلین له ایزلا اتهمات وارده را انکار نمی‌کند و همچنین می‌گوید که همیشه می‌دانسته اولین یکی از حشاشین بوده است. علی‌رغم درخواست مادلین مبنی بر ماندن اولین، او از خانه خارج می‌شود اما خیلی زود توسط مأموران مادرش محاصره می‌گردد.
اولین با تکان دادن چترش در برابر مأموران، منتظر مادلین می‌ماند. مادلین هنگامی که می‌آید از اولین درخواست می‌کند که بیشتر از این مقاومت نکند و همچنین از اتفاقات پیش‌آمده و جنگ و جدل‌هایشان اظهار پشیمانی می‌کند. مادلین به او می‌گوید که هر کسی را که اولین کشته از مهره‌های سوخته و غیرقابل اعتماد تمپلارها بوده مثل د فرر. همچنین با اشاره به رابطهٔ نه چندان خوب او با مرشدش به او می‌گوید که اهداف ما یکی است و می‌خواهد که برای رسیدن به اهداف مشترکشان به تمپلارها بپیوندد و کاری که آغاز کرده را تمام کند.
سپس اولین برای مشورت به بایو نزد مرشدش می‌رود اما آگاته خشمگین از این که نتوانسته از شاگردش مواظبت کند به او می‌گوید که او خود را با تمپلارهای هم‌تراز کرده است و یک بمب گازی را به زمین می‌اندازد که اولین بالاجبار آن را استنشاق می‌کند و دچار توهمی می‌شود که فکر می‌کند مورد حملهٔ مأموران تمپلار قرار گرفته است. اولین بعد از آن می‌فهمد که تحت تأثیر توهم قرار گرفته و از خانهٔ درختی مرشدش بالا می‌رود. آگاته نمی‌خواد به دلایل اولین گوش دهد اما اولین، او را در گوشه‌ای گیر می‌اندازد. آگاته با تأسف اظهار می‌کند که باید همیشه با جین می‌مانده و اولین که از این حرف‌های به ستوه آمده او را تهدید می‌کند که لوئیزیانا را ترک کند و هرگز بازنگردد. آگاته که نمی‌تواند با چنین تحقیری زندگی کند خود را از روی سکو پرت کرده و می‌کشد. اولین در حالی که سعی می‌کند مانع این اتفاق شود تنها گردنبند آگاته را به دست می‌آورد.
اولین به نیواورلئان برگشته و نزد نامادریش و دیگر تمپلارها به کلیسای سنت لویی می‌رود. در آنجا با نشان دادن گردنبند آگاته به آن‌ها اطمینان می‌دهد که آگاته کشته شده است. مادلین پیش از وارد شدن دخترخوانده‌اش از او درخواست می‌کند که دو نصفهٔ قطعهٔ سحرآمیز را به او بدهد. اولین نیز این کار را می‌کند اما وقتی مادلین می‌بیند که این قطعات پس از اتصال به یکدیگر نیز کار نمی‌کنند، ناامید شده و سپس متوجه می‌شود اولین برای وارد شدن به آنجا و نابود کردن آن‌ها از داخل به آن‌ها نیرنگ زده است.
اولین تمام تمپلارهای حاضر را می‌کشد و در آخر شمشیرش را وارد بدن مادلین می‌کند. مادلین در پیش از مردن از او می‌پرسد که چرا دخترش به خیانت کرده است. اولین جواب می‌دهد که او یک پدر و مادر دارد که حقیقتاً دوستشان دارد و او جز آن‌ها نیست. سپس مادلین را برای کشتن پدرش با مراقبت‌ها و جوشاندنی گل انگشتانه مرموزش و بردگی مادرش و همچنین قصدش برای برده کردن او در فرقهٔ تمپلارها سرزنش می‌کند.
مادلین بر این ایده که او برای خوبی بشر و اهداف الهی‌اش این کار را کرده اصرار می‌کند اما اولین او را به قتل می‌رساند. سپس با گردنبندی که مادرش به او داده قطعات سحرآمیز را فعال می‌کند. با فعال شدن قطعات چند تصویر از مردم تمدن اولیه نمایش داده می‌شود که به‌طور خلاصه می‌گویند حوا به عنوان رهبر شورشیان نوع بشر علیه آن‌ها انتخاب شده است.